# Râle à camail
Sarothrura rufa
Espèce
Statut de conservation UICN

 LC  : Préoccupation mineure
Le Râle à camail (Sarothrura rufa) est une espèce d'oiseaux de la famille des Sarothruridae.

## Répartition
Cette espèce vit en Afrique subsaharienne.